# Warren Davis
Warren Lee Davis (Atlantic City, Nueva Jersey, 30 de junio de 1943) es un exjugador de baloncesto estadounidense que disputó seis temporadas (1967-73) en la ABA, pasando el resto de su carrera en las diferentes denominaciones de la Continental Basketball Association. Con 1,98 metros de estatura, jugaba en la posición de ala-pívot.

## Trayectoria deportiva

### Universidad
Jugó durante su etapa universitaria con los Aggies de la Universidad de Carolina del Norte A&T, consiguiendo en su primer año 321 rebotes, récord de su universidad, y que hoy en día todavía figura como la tercera mejor marca de todos los tiempos.

### Profesional
Fue elegido en la cuadragésimo sexta posición del Draft de la NBA de 1965 por New York Knicks, pero no fichó por el equipo, jugando tres temporadas en la EPBL hasta que en 1967 fichó por los Anaheim Amigos de la ABA. Su primera temporada en el equipo fue también la mejor de las seis que disputó en la liga, promediando 17,0 puntos y 10,5 rebotes por partido.
Al año siguiente el equipo se trasladó a Los Ángeles, pasando a denominarse Los Angeles Stars. Y en su primer año fue elegido para disputar el All-Star Game, en el que logró 6 puntos y 7 rebotes. Mediada la temporada siguiente fue traspasado a los Pittsburgh Pipers a cambio de Tom Washington. Acabó la temporada promediando 12,6 puntos y 12,0 rebotes por partido.
En 1970 fichó por The Floridians, y al año siguiente por Carolina Cougars, quienes mediada la temporada lo traspasaron junto con Randy Denton y George Lehmann a los Memphis Pros a cambio de Tom Owens, Wendell Ladner y Bobby Warren. Tras dos temporadas en el equipo de Tennessee regresó a la EBA, donde jugó 5 temporadas más, logrando dos títulos de campeón.

## Estadísticas de su carrera en la ABA

### Temporada regular
| Temporada | Edad | Equipo            | Liga | Pos. | P   | TIT | MIN  | TC  | TCA  | %TC  | 3P  | 3PA | %3P   | 2P  | 2PA  | %2P  | TL  | TLA | %TL  | R.OF. | R.DEF. | REB  | ASIS | ROB | TAP | PER | FP  | PTS  |
| 1967-68   | 24   | Anaheim Amigos    | ABA  | PF   | 54  |     | 33.6 | 6.4 | 14.0 | .453 | 0.0 | 0.1 | .143  | 6.3 | 13.9 | .455 | 4.2 | 6.5 | .649 | 4.1   | 6.4    | 10.5 | 1.4  |     |     | 2.4 | 3.6 | 17.0 |
| 1968-69 ★ | 25   | Los Angeles Stars | ABA  | PF   | 78  |     | 30.8 | 4.6 | 9.1  | .501 | 0.0 | 0.0 | .000  | 4.6 | 9.1  | .502 | 3.6 | 5.6 | .651 | 3.3   | 6.7    | 10.0 | 1.7  |     |     | 2.3 | 3.4 | 12.7 |
| 1969-70   | 26   | TOTAL             | ABA  | PF   | 80  |     | 33.1 | 5.4 | 10.8 | .497 | 0.0 | 0.0 | .333  | 5.3 | 10.7 | .498 | 3.8 | 5.2 | .727 | 3.5   | 7.9    | 11.3 | 3.1  |     |     | 3.4 | 3.8 | 14.5 |
| 1969-70   | 26   | Los Angeles Stars | ABA  | PF   | 46  |     | 32.7 | 6.0 | 12.2 | .495 | 0.0 | 0.0 | 1.000 | 6.0 | 12.2 | .494 | 3.9 | 5.0 | .772 | 3.6   | 7.3    | 10.9 | 2.3  |     |     | 3.3 | 3.8 | 16.0 |
| 1969-70   | 26   | Pittsburgh Pipers | ABA  | PF   | 34  |     | 33.7 | 4.4 | 8.9  | .502 | 0.0 | 0.1 | .000  | 4.4 | 8.8  | .505 | 3.7 | 5.5 | .672 | 3.4   | 8.6    | 12.0 | 4.1  |     |     | 3.5 | 3.7 | 12.6 |
| 1970-71   | 27   | The Floridians    | ABA  | PF   | 76  |     | 26.3 | 4.1 | 9.0  | .449 | 0.0 | 0.0 | .000  | 4.1 | 9.0  | .450 | 2.8 | 3.9 | .697 | 2.9   | 5.5    | 8.4  | 2.2  |     |     | 2.3 | 3.3 | 10.9 |
| 1971-72   | 28   | TOTAL             | ABA  | PF   | 86  |     | 27.1 | 3.9 | 8.2  | .481 | 0.0 | 0.0 | .000  | 3.9 | 8.1  | .482 | 2.4 | 3.5 | .692 | 2.9   | 5.2    | 8.1  | 2.1  |     |     | 2.2 | 3.2 | 10.2 |
| 1971-72   | 28   | Carolina Cougars  | ABA  | PF   | 41  |     | 32.9 | 5.4 | 11.3 | .481 | 0.0 | 0.0 | .000  | 5.4 | 11.3 | .482 | 2.7 | 4.0 | .681 | 3.3   | 5.7    | 9.0  | 2.4  |     |     | 2.8 | 4.0 | 13.6 |
| 1971-72   | 28   | Memphis Pros      | ABA  | PF   | 45  |     | 21.8 | 2.5 | 5.3  | .481 | 0.0 | 0.0 | .000  | 2.5 | 5.2  | .483 | 2.1 | 3.0 | .706 | 2.5   | 4.6    | 7.2  | 1.8  |     |     | 1.6 | 2.6 | 7.2  |
| 1972-73   | 29   | Memphis Tams      | ABA  | SF   | 73  |     | 26.0 | 3.4 | 6.8  | .502 | 0.0 | 0.0 |       | 3.4 | 6.8  | .502 | 2.4 | 3.1 | .758 | 2.1   | 5.0    | 7.1  | 2.0  |     |     | 1.8 | 2.9 | 9.2  |
| Total     |      |                   | ABA  |      | 447 |     | 29.3 | 4.5 | 9.4  | .480 | 0.0 | 0.0 | .125  | 4.5 | 9.4  | .481 | 3.1 | 4.5 | .691 | 3.1   | 6.1    | 9.2  | 2.1  |     |     | 2.4 | 3.4 | 12.2 |

### Playoffs
| Temporada | Edad | Equipo         | Liga | Pos. | P | TIT | MIN  | TC  | TCA | %TC  | 3P  | 3PA | %3P | 2P  | 2PA | %2P  | TL  | TLA | %TL  | R.OF. | R.DEF. | REB | ASIS | ROB | TAP | PER | FP  | PTS  |
| 1970-71   | 27   | The Floridians | ABA  | PF   | 6 |     | 30.0 | 4.7 | 9.7 | .483 | 0.0 | 0.0 |     | 4.7 | 9.7 | .483 | 3.7 | 4.8 | .759 | 2.0   | 6.0    | 8.0 | 5.2  |     |     | 2.7 | 4.3 | 13.0 |
| Total     |      |                | ABA  |      | 6 |     | 30.0 | 4.7 | 9.7 | .483 | 0.0 | 0.0 |     | 4.7 | 9.7 | .483 | 3.7 | 4.8 | .759 | 2.0   | 6.0    | 8.0 | 5.2  |     |     | 2.7 | 4.3 | 13.0 |